# 全日本女子野球連盟
一般社団法人全日本女子野球連盟（いっぱんしゃだんほうじん ぜんにほんじょしやきゅうれんめい）は、日本の女子硬式野球における統括団体。中学、高校、大学、社会人・クラブのカテゴリーにおける団体が加盟し、女子野球日本代表の編成や派遣、大会を主催する。略称はWBFJ。

## 概要
世界野球ソフトボール連盟（WBSC）が主催する女子野球ワールドカップに派遣する女子野球日本代表（愛称：マドンナジャパン）を編成・強化し派遣する。
以前はIBAF女子野球ワールドカップ（国際野球連盟が主催）および女子野球世界大会（国際女子野球協会が主催）に派遣する女子硬式野球日本代表チーム（チーム・エネルゲンの愛称で呼ばれた）の編成・育成をしていたが、2016年に両大会はWBSCの主催するWBSC女子野球ワールドカップに統合された。

## 沿革
- 1999年2月 - アメリカ・フロリダで開催される春季全米大会に日本代表チーム（第1期チーム・エネルゲン）を派遣すべく、任意団体として「全日本女子硬式野球チーム実行委員会」を組織[2]。
- 2002年4月 - 「日本女子野球協会」と改組。
- 2003年3月 - 特定非営利活動法人（NPO法人）の認可を富山県より受ける。
- 2004年4月 - 日本野球連盟への加盟が承認。全日本野球会議の構成団体の一員になる。
- 2004年7月 - 国際野球連盟(IBAF)主催のIBAF女子野球ワールドカップ（カナダ・エドモントン）に女子硬式野球U-18日本代表チームが出場し、準優勝。
- 2005年8月 - 全日本野球会議普及振興委員会の協力で、第1回全日本女子硬式野球選手権大会を実施（参加チームは、高校5、一般11）。
- 2006年4月 - 女子野球日本代表が全日本野球会議の代表派遣事業として承認される。
- 2006年7月 - 第2回IBAF女子野球ワールドカップ（台湾・台北）に女子野球日本代表チームが出場。
- 2006年10月 - 市原市長杯第1回全日本女子硬式クラブ野球選手権大会を実施。
- 2008年8月 - 第3回IBAF女子野球ワールドカップを初めて自国開催し（愛媛県・松山市）、初優勝を遂げる。
- 2014年4月 - NPO法人の解散を決定し、「全日本女子野球連盟」と改組。一般社団法人となる。
- 2023年3月 - 全日本野球協会（BFJ）に加盟する[3]。

## 運営構成
- 地域リーグの運営協力
- 全日本女子硬式野球選手権大会の主催 （高校、大学、社会人・クラブの各大会の上位チームで戦う）
- 全日本女子硬式クラブ野球選手権大会の主催[4]
- 全国女子中学生硬式野球選手権大会の主催
- 全国高等学校女子硬式野球選手権大会、選抜大会（全国高等学校女子硬式野球連盟が主催）への開催協力
- 全日本大学女子硬式野球選手権大会 （全日本大学女子硬式野球連盟が主催）への開催協力
- 野球女子日本代表（侍ジャパン）編成、強化、派遣
- 国際交流、国際指導協力、国際交流大会へのチーム派遣
- 女子野球タウン認定事業[5]（2020年9月から開始）
- その他国内外の女子硬式野球に関する活動を行う

### 下位組織
- 全日本女子硬式クラブ野球連盟 (社会人・クラブが加盟)
- 全日本大学女子硬式野球連盟
- 全国高等学校女子硬式野球連盟
- 地域別リーグ（北海道、東北、関東、中部、関西、中四国、九州）

## スポンサー
公式サイト記載順（2024年7月現在）
ダイヤモンドスポンサー
- ENEOS[6]

プラチナスポンサー
- 興和

オフィシャルスポンサー
- 電光石火
- (株)ニューイースト

オフィシャルボールサプライヤー
- ミズノ

オフィシャルシステムパートナー
- (株)Discover

オフィシャルクリエイティブパートナー
- (株)CMC

## 女子野球タウン
女子野球タウン認定事業とは、女子野球を通じた地域活性化を目的とした事業で2020年9月に開始した。認定期間は1回5年間。地域と女子野球チームの連携やイベント開催など野球振興を行うことで、地域や女子野球の各課題解決を目指すものである。
2025年には第1回女子野球タウンサミットが東京都内で開催され、特別ゲストには自身も野球振興活動「球心会」を設立した王貞治を招き、各自治体の取り組みなど情報交換を行う場となった。
| #  | 認定  | 都道府県 | 地域     | 年   | チームあり |
| -- | ----- | -------- | -------- | ---- | ---------- |
| 1  | 第1号 | 佐賀県   | 嬉野市   | 2020 |            |
| 2  | 第1号 | 埼玉県   | 加須市   | 2020 | ○          |
| 3  | 第1号 | 愛媛県   | 松山市   | 2020 | ○          |
| 4  | 第2号 | 広島県   | 廿日市市 | 2020 |            |
| 5  | 第2号 | 広島県   | 三次市   | 2020 | ○          |
| 6  | 第3号 | 北海道   | 喜茂別町 | 2021 | ○          |
| 7  | 第3号 | 滋賀県   | 東近江市 | 2021 | ○          |
| 8  | 第3号 | 長野県   | 松本市   | 2021 | ○          |
| 9  | 第4号 | 兵庫県   | 淡路市   | 2021 | ○          |
| 10 | 第4号 | 和歌山県 | 田辺市   | 2022 |            |
| 11 | 第5号 | 東京都   | 府中市   | 2022 | ○          |
| 12 | 第5号 | 兵庫県   | 丹波市   | 2022 | ○          |
| 13 | 第6号 | 神奈川県 | 秦野市   | 2022 | ○          |
| 14 | 第7号 | 高知県   | 高知市   | 2023 | ○          |
| 15 | 第8号 | 岡山県   | 瀬戸内市 | 2023 | ○          |
| 16 | 第8号 | 栃木県   | 栃木市   | 2023 | ○          |
| 17 | 第9号 | 島根県   | 川本町   | 2024 | ○          |
| 18 |       | 岩手県   | 花巻市   | 2024 | ○          |
| 19 |       | 岩手県   | 盛岡市   | 2025 | ○          |
| 20 |       | 福岡県   | 大野城市 | 2025 | ○          |

## 歴代代表理事（会長）
- 2014年～2020年：長谷川一雄[27]。（2011年、女子野球協会の会長就任時から継続[28]。）
- 2020年～：山田博子[29][30]。